# Xanthina persetosa
Xanthina persetosa är en tvåvingeart som beskrevs av Robinson 1975. Xanthina persetosa ingår i släktet Xanthina och familjen styltflugor.
Artens utbredningsområde är Dominica. Inga underarter finns listade i Catalogue of Life.